# Серра-ди-Сантана (микрорегион)
Серра-ди-Сантана (порт. Microrregião da Serra de Santana) — микрорегион в Бразилии, входит в штат Риу-Гранди-ду-Норти. Составная часть мезорегиона Центр штата Риу-Гранди-ду-Норти. Население составляет 	61 526	 человек (на 2010 год). Площадь — 	3019,926	 км². Плотность населения — 	20,37	 чел./км².

## Демография
Согласно сведениям, собранным в ходе переписи 2010 г. Национальным институтом географии и статистики (IBGE), население микрорегиона составляет:						
| Полное население                             | Полное население                             | Полное население                             | Полное население                             | 61 526 |
| -------------------------------------------- | -------------------------------------------- | -------------------------------------------- | -------------------------------------------- | ------ |
| в том числе:                                 | Городское население                          | 31 605                                       | Процент городского населения, %              | 51,37  |
|                                              | Сельское население                           | 29 921                                       | Процент сельского населения, %               | 48,63  |
|                                              | Мужское население                            | 30 694                                       | Процент мужского населения, %                | 49,89  |
|                                              | Женское население                            | 30 832                                       | Процент женского населения, %                | 50,11  |
| Плотность населения, чел/км²                 | Плотность населения, чел/км²                 | Плотность населения, чел/км²                 | Плотность населения, чел/км²                 | 20,37  |
| Население микрорегиона в % к населению штата | Население микрорегиона в % к населению штата | Население микрорегиона в % к населению штата | Население микрорегиона в % к населению штата | 1,94   |

## Статистика
- Валовой внутренний продукт на 2003 год составляет 123 670 415,00 реалов (данные: Бразильский институт географии и статистики).
- Валовой внутренний продукт на душу населения на 2003 год составляет 1976,19 реалов (данные: Бразильский институт географии и статистики).
- Индекс развития человеческого потенциала на 2000 год составляет 0,615 (данные: Программа развития ООН).

## Состав микрорегиона
В составе микрорегиона включены следующие муниципалитеты:
1. Бодо
2. Серру-Кора
3. Флорания
4. Лагоа-Нова
5. Сантана-ду-Матус
6. Сан-Висенти
7. Тененти-Лаурентину-Крус